# 博勒吉德·根登
博勒吉德·根登（1895年—1937年11月26日），蒙古族，出生於今蒙古国前杭爱省塔拉格特蘇木。蒙古政治家，曾任蒙古人民革命党中央委员会第一书记、蒙古人民共和国国家小呼拉尔主席团主席（国家元首）和人民委员会主席（政府首脑）。

## 生平

### 早年生涯
根登出生于外蒙古賽音諾顏部（今蒙古国前杭爱省塔拉格特蘇木，出生年份不同文献记载有差别，有1892年和1895年两种说法。1922年，根登参加了蒙古革命青年联盟，一年之后被任命为其所在地方组织的代理领导人。
1924年11月，根登在京都库伦作为前杭爱省代表参加了第一届蒙古国家大呼拉尔。总理巴林·车林多尔济注意到根登的坦率直言，根据车林多尔济的建议，根登当选为国家小呼拉尔主席团主席，负责国家的日常事务。 从1924年11月29日至1927年11月15日，根登担任该职务，并兼任蒙古工会中央理事会主席（Central Bureau of Mongolia's Trade Union）。

### 左倾
从1928年12月11日至1932年的6月30日，根登担任蒙古人民革命党中央委员会的三位书记之一（其他两位是奥勒扎·巴德拉克和巴特奥齐尔·额勒德巴奥齐尔，后来是卓勒宾·希耶）。因此，他成为1930年代初的快速而强迫推行的共产主义经济政策的幕后推动者之一，这些政策包括强制集体化，取消私有企业，关闭佛寺并没收僧人的财产。其结果是“反革命”的起义于1930年至1932年间在多个省份爆发。莫斯科对此作出回应，下令中止了被其称为“左倾”的蒙古政府的政策，并且于1932年5月清洗了多位试图“过早地”推进共产主义措施的蒙古人民革命党领导人（包括巴德拉克、希耶，以及总理清格勒泰·吉格吉德扎布）。

### 出任总理
尽管根登在实施左倾政策中起到了核心作用，但他在围绕蒙古人民革命党领导权的内部斗争中巧妙地获得了约瑟夫·斯大林的青睐，度过了清洗。莫斯科随后于1932年7月2日任命根登出任总理（时称人民委员会主席）以推行“新转向”（New Turn）政策，该政策是对共产主义经济原则的放松，以苏联列宁的新经济政策为蓝本。
在新转向政策下，税收减少，私有企业成长，宗教机构获得保留而不受干扰。总体经济形势的好转，物资短缺减少。因此，根登变得非常受欢迎，而且政府相对于蒙古人民革命党占有主导地位，这也是蒙古革命以来的第一次。 

### 勒库姆案
1933年，由于两派人员间的私人恩怨，导致在蒙古人民革命党内产生了莫须有的指控，指党内存在与日本间谍有关的大阴谋，尤其是在布里亚特人中间。其中一些被苏联特工在乌兰巴托逮捕和审问的人交代称，时任蒙古人民革命党中央委员会书记的姜巴·勒库姆是他们的领导。数百名无辜的人，包括勒库姆本人，均被逮捕。56人最终被处决（包括孕妇），260人被处以3至10年的监禁，126人被流放到苏联。遭受迫害者绝大多数是布里亚特人。当时的主流观点认为是根登和内务委员会领导人德·纳木斯赖（D. Namsrai）开始了此次对政敌的清洗，但有证据表明苏联特工在很大程度上掀起了此次事件，以肅清蒙古的布里亚特人。

### 个性
根登被認为“无礼，精明，充满诡计，急性子，好战，能言善道，直率和傲慢”。据说他愛好女色和飲酒，平日就很健谈，在酒精的影响下就更健談。他常在三杯酒下肚後，公开批评斯大林和苏联，例如他曾公开称苏联为“红色帝国主义”。他因在莫斯科與斯大林的公开会面中毫无惧色而闻名，是少數不畏懼斯大林火爆脾氣的政治家。
矛盾的是，根登是一個「篤信佛法的赤色分子」，他曾经说过：“地球上有两个伟大的天才——佛陀和列宁”。1933年，他公开宣称他希望“不反对宗教”，并允许喇嘛公开誦經禮佛。

### 抵制斯大林
由于对苏联的控制有抵触，根登拖延了1934年及1936年的两个双边协议：在1934年的双边君子协定中，苏联承诺苏联将在蒙古受到入侵时保护蒙古；1936年的《苏蒙互助议定书》则允许苏联红军驻扎蒙古。 根登的外交政策利用了苏联同日本的紧张关系以维护蒙古的利益。
根登同样对斯大林的建议感到踌躇，斯大林将蒙古的内务委员会升格为完全独立的部，并扩大了蒙古军队的规模。根登和斯大林的关系早在1934年便开始出现裂痕，当时在莫斯科的一次会见时，斯大林对根登施压，要求根登將10万名佛教喇嘛「消滅」，因為“敌人藏在其中” 。
1935年12月末，根登再度来到莫斯科，斯大林再次指责根登没有遵照他的指令，消滅十萬僧人，酩酊大醉的根登在蒙古使馆接待处公开咒骂斯大林，罵道：“你这该死的格鲁吉亚人，你已经快成为俄国的沙皇了！”。据称，根登咒骂時掌摑了斯大林一下，抢走了斯大林的菸斗，并當眾砸碎，意指蒙古正在考虑与日本结盟。

### 清洗
根登返回蒙古后，斯大林和乔巴山于1936年3月在乌兰巴托举行了蒙古人民革命党第二次全体会议，以彻底清除这位总理。党员们严厉批评根登在莫斯科的行为，并指责他破坏蒙古与苏联的关系。随后，根登被撤销了总理和外交部长职务，并被软禁。阿南德·阿玛尔再度被任命为总理，以取代根登。此后，乔巴山成为斯大林在乌兰巴托的宠儿，成为新的内务部领导和在蒙古最有权势的人。

### 處決
1936年4月，根登被送往苏联，表面上是为了治疗痼疾，其實是遭到史達林軟禁。此后，他花了整整一年在黑海度假胜地福罗斯“度假”。1937年夏，根登被捕，在刑訊下承认與“反动派喇嘛”和“日本特务”进行阴谋活动。苏联最高法院军事审判庭稱根登「试图政变和充当日本间谍」，判處極刑。1937年11月26日，根登在莫斯科被秘密處決。

### 平反
赫鲁晓夫上台后，苏联最高法院军事审判庭在1956年为根登平反。然而在蒙古人民共和国，依然沒甚麼人敢提及他的名字，直到1990年蒙古革命。
根登的女儿策伦都兰（Tserendulam）于1993年在根登的故居内开了一家纪念博物馆，纪念蒙古在政治上受到迫害者。该博物馆提供有关政治迫害受害者的信息，据估计政治迫害受害者在蒙古达到了人口的14％。